# Vic Juris Plays Victor Young
Vic Juris Plays Victor Young ist ein Jazzalbum des Gitarristen Vic Juris. Die Aufnahmen entstanden im März 2014 und erschienen 2016 auf SteepleChase Records.

## Hintergrund
Beginnend mit Roadsong (1978) spielte Vic Juris bis 2018 eine Reihe von Alben unter eigenem Namen ein. Im März 2016 nahm Juris sowohl das Trioalbum Blue (mit Jay Anderson und Adam Nussbaum) als auch das Album Vic Juris Plays Victor Young auf. Beim letzten Stück („My Foolish Heart“) wechselte der Bandleader von der Halbresonanzgitarre zu akustischen Stahlsaitengitarre und begleitete den Gesang seiner Frau Kate Baker, mit der auch in der 55 Bar aufgetreten war.

## Titelliste
- Vic Juris – Vic Juris Plays Victor Young (SteepleChase – SCCD 31829)[4]

1. Love Letters (Victor Young, Edward Heyman) 7:20
2. Street of Dreams (Victor Young, Sam M. Lewis) 5:44
3. Stella by Starlight (Victor Young) 6:19
4. Johnny Guitar (Victor Young, Peggy Lee) 7:58
5. A Weaver af Dreams (Victor Young, John Elliott) 6:05
6. My Foolish Heart (Victor Young, Ned Washington) 6:27
7. When I Fall in Love (Victor Young, Edward Heyman) 8:55
8. Golden Earrings (Victor Young, Ray Evans, Jay Livingston) 5:04
9. Beautiful Love (Wayne King, Victor Young, Egbert Van Alstyne, Haven Gillespie) 6:37
10. (I Don’t Stand a) Ghost of a Chance (with You) (Victor Young, Ned Washington, Bing Crosby) 7:33

## Rezeption
Für Andy Hamilton, der das Album im Jazz Journal rezensierte, zeigten Plays Victor Young (2017) und das nachfolgende Album Eye Contact (2018) „die Kunst der Jazzgitarre der Superlative.“ Nach Ansicht von Derek Taylor (Dusted) sind einige von Youngs Stücken seit Jahren Teil des Juris-Repertoires und werden wegen ihrer variablen Form und Veränderlichkeit des harmonischen Inhalts geschätzt. Juris variiere vorhersehbare Parameter seines Spiels, indem er sich mit dem Bassisten Jay Anderson („Beautiful Love“), dem Schlagzeuger Anthony Pinciotti („Stella By Starlight“) und der Sängerin Kate Baker („My Foolish Heart“) auf ein Duett einlässt.
Howard Mandel schrieb im Down Beat, „Vic Plays Victor Young ist ein sensibles, melodisch explorierendes Album mit Standards und seltenen Coverversionen, wie es von einem erfahrenen Ensemble mit einem kompatiblen Repertoire zu erwarten ist. Juris geht trügerisch zurückhaltend vor und bringt allein und in Zusammenarbeit die verträumte Melancholie von Youngs Themen zum Vorschein. Bewundernswert sind seine tadellose Berührung sowohl der elektrischen als auch der akustischen Instrumente, sein leuchtender Ton, die anmutig swingende Takt und die elegante Phrasierung sowie die Bescheidenheit des Albums - keine extreme Größe, nur engagierte Kreativität.“ Jedes Stück wirke so intim wie die Interpretation von „My Foolish Heart“ von Gastsängerin Kate Baker, auf der sie nur vom Gitarristen unterstützt wird.